# 1998 YP11
1998 YP11 är en asteroid i huvudbältet som upptäcktes den 23 december 1998 av LINEAR i Socorro County, New Mexico.
Asteroiden har en diameter på ungefär 1 kilometer och den tillhör asteroidgruppen Amor.